# Michel-Ange Buonarroti (le Jeune)
Michel-Ange Buonarroti (dit le Jeune pour le distinguer de son oncle), né à Florence le 4 novembre 1568 et mort à Florence le 11 janvier 1646, est un poète italien, neveu de Michel-Ange. Ses deux comédies, La Tancia (1612) et La Fiera (1618), comptent parmi les chefs-d'œuvre du théâtre baroque.

## Biographie

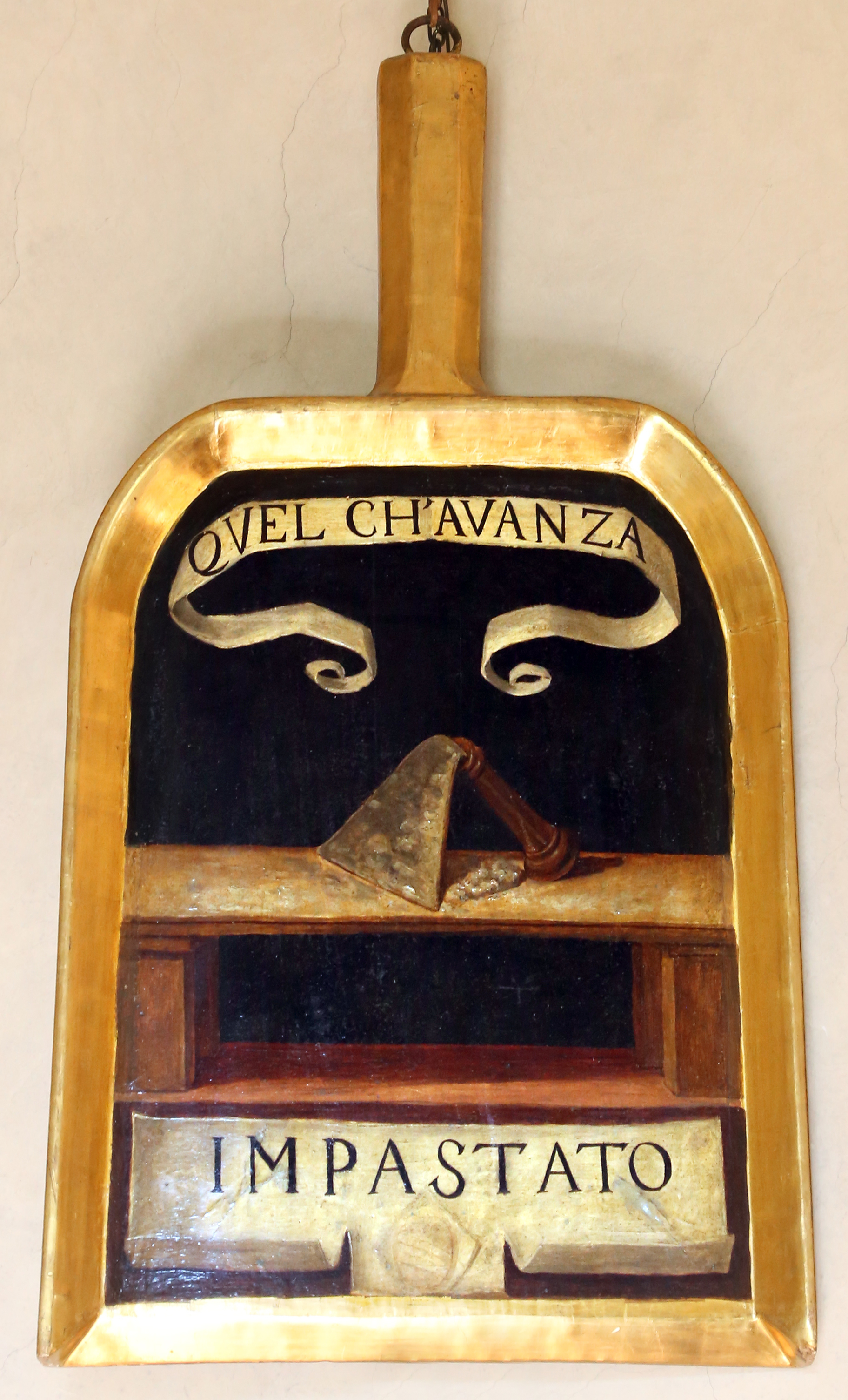
Pelle ceremonielle du membre ‘Impastato’ (Michel-Ange Buonarroti) à l'Accademia della Crusca

Michel-Ange Buonarroti naquit à Florence en 1568. S’étant livré dès sa première jeunesse à l’étude des belles-lettres, il fut admis de très-bonne heure dans l’Académie florentine ; sa première lecture y date de 1585, lorsqu’il n’avait encore que dix-sept ans. Il fut aussi de l’Accademia della Crusca, où il prit le nom de l’Impastato, et travailla avec beaucoup d’ardeur à la première édition du grand Vocabulaire. Il occupa, dans la première de ces deux académies, les dignités d’archi-consul, de consul, et plusieurs fois celle de conseiller. Il fit construire dans sa maison une fort belle galerie consacrée à la gloire de son oncle, et dont les dessins furent faits par Pierre de Cortone, à qui il donnait un logement. Cette galerie coûta 22 000 écus. Il était passionné pour l’honneur de sa patrie, et réunissait chez lui une académie composée des littérateurs les plus distingués qui s’occupaient avec lui de recherches sur les anciennes familles nobles, au nombre desquelles était la sienne. Son talent poétique brillait surtout dans les fêtes et les réjouissances publiques ; on s’adressait toujours à lui dans ces occasions solennelles, où il trouvait le moyen de satisfaire également et ses souverains et le peuple. Buonarroti était d’une santé faible et souvent éprouvée par des maladies dangereuses ; il mourut à 77 ans, le 11 janvier 1646.

## Œuvres
Les deux ouvrages qui lui donnent un rang dans la littérature italienne sont deux comédies intitulées, l’une La Tancia, et l’autre La Fiera. La première, en 5 actes et en octaves, ou ottava rima, est une comédie villageoise (commedia rusticale), écrite dans la langue des paysans de la Toscane, idiome plein de grâce et de naïveté, dans lequel plusieurs poètes florentins se sont exercés. Elle fut imprimée pour la première fois à Florence, 1612, in-4°, et ensuite, ibid., 1615, 1623 et 1638, in-8°. La seconde comédie, La Fiera, dont la scène est à la ville, est plus singulière : elle est divisée en 5 journées, et chaque journée en 5 actes, ou plutôt ce sont cinq comédies de suite sur le même sujet. Elle fut jouée publiquement à Florence, dans le carnaval de 1618. Le langage en est extrêmement pur. L’auteur, qui était alors très-occupé du Vocabulaire de la Crusca, se proposa de ne la composer que de mots qui pussent y être cités. Il la retravailla soigneusement après la représentation, et ne la fit point imprimer : elle n’a paru que dans le XVIIIe siècle, avec des notes du savant abbé Antonio Maria Salvini, qui fit en même temps réimprimer La Tancia, aussi avec des notes explicatives. Cette édition a pour titre : La Fiera, commedia (urbana) recitata in Firenze, etc., e la Tancia commedia (rusticale), con le annotazioni dell’abate Anton. Maria Salvini, Florence, 1726, in-fol. On a de Buonarroti le Jeune deux pièces mythologiques, représentées dans des fêtes, à la cour de Florence :
- Il Natale d’Ercole, favola rappresentata al serenissimo D. Alfonso d’Este, principe di Modena, etc., Florence, 1605, in-4°
- Il Giudizio di Paride, favola rappresentala nozze del serenissimo Cosimo de’ Medici, principe di Toscana, etc., Florence, 1607 et 1608, in-4°.

Dans le recueil intitulé Prose fiorentine, on a inséré trois discours oratoires de Buonarroti, l’éloge Cosme II de Médicis, grand-duc de Toscane, l’éloge du P. François Cambi, académicien de la Crusca, tous deux prononcés dans cette académie, et un discours pour l’ouverture d’une autre académie, où l’on professait les lettres, les armes et la musique. On trouve dans le même recueil trois de ces leçons plaisantes, ou de ces cicalate, qui servaient de délassement aux académiciens de Florence, et une leçon d’un autre genre sur un sonnet de Pétrarque. On lui doit encore : Descrizione delle nozze di madama Maria de’ Medici, Florence, 1600, in-4°. Il avait composé plusieurs autres ouvrages en prose et en vers qui sont restés en manuscrits dans sa famille. C’est à lui que l’on doit l’édition des poésies de son oncle, le grand Michel-Ange ; il les publia sous ce simple titre : Rime di Michel Agnolo di Buonarroti, raccolte da Michel Agnolo suo nipote, Florence, 1623, in-4°.